# Boîte de vitesses (2CV)
 (juillet 2012).
Si vous disposez d'ouvrages ou d'articles de référence ou si vous connaissez des sites web de qualité traitant du thème abordé ici, merci de compléter l'article en donnant les références utiles à sa vérifiabilité et en les liant à la section « Notes et références ».

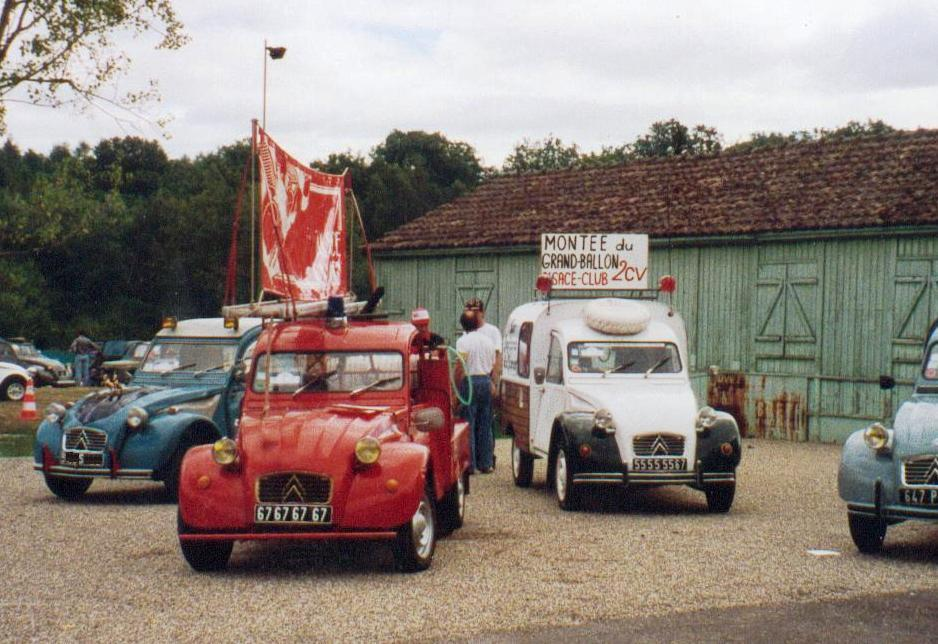
Modèles de 2CV

 La 2CV Citroën et ses modèles dérivés ont été équipés d'une même boîte de vitesses, à l'architecture particulière, proposant 4 rapports dont 3  synchronisés et une marche arrière. Depuis 1949 jusqu'en 1990, la même disposition à 4 arbres deux à deux coaxiaux a été conservée. Les valeurs des rapports de transmission sont toutefois différentes pour chaque modèle en fonction de la masse du véhicule, de la puissance du moteur, et de l'utilisation envisagée du véhicule.

## Description

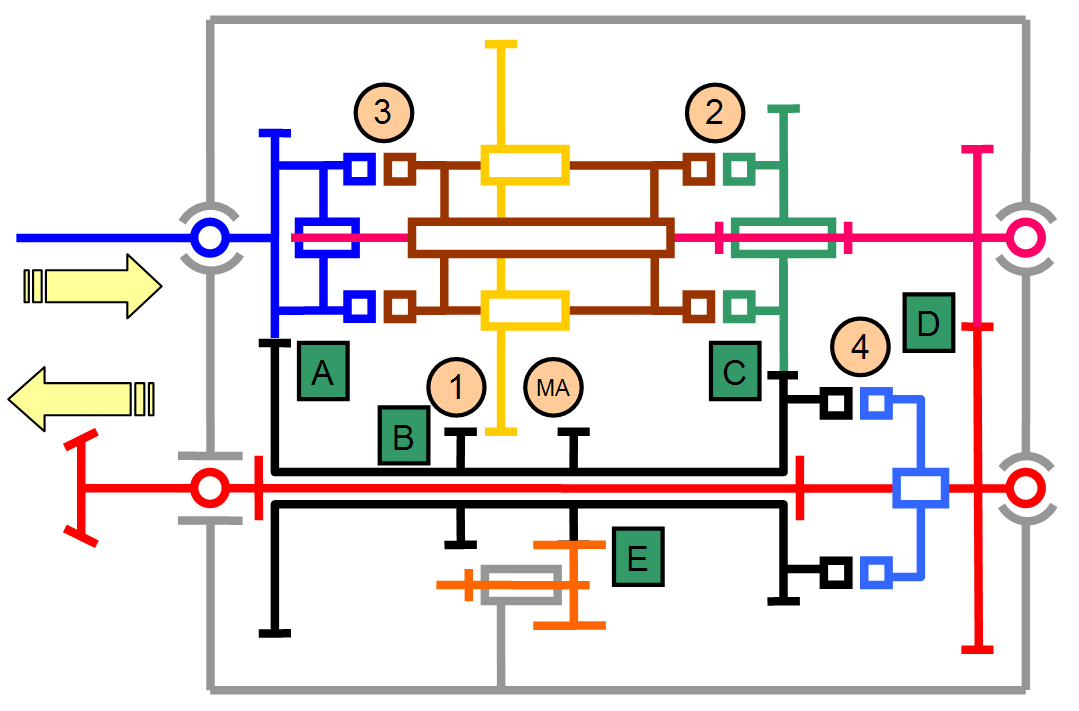
Schéma de la boîte des 2CV. Chaque couleur est associée à un élément mobile différent. Les bulles renvoient aux éléments crabotés pour le passage d'un rapport. Ce schéma ne fait pas apparaître les synchroniseurs

À cette époque, pour des raisons technologiques, les voitures étaient équipées de boîtes à 3 rapports plus une marche arrière. La grille de commande (le H) ne comportait alors que 2 branches. L'adjonction d'une vitesse supplémentaire était à la fois une complication et une avancée. Aussi, pour ne pas s'opposer à l'esprit de sobriété voulu par le patron, Pierre-Jules Boulanger, on décida d'appeler S (comme Surmultipliée) ce 4e rapport.
Citroën annonçait 4 vitesses synchronisées, or, il s'agit là d'une erreur, car le passage de la première ou de la marche arrière provoque, par glissement axial, l'engrènement de 2 pignons (1) ou (MA). Donc, si on tente de passer l'un ou l'autre de ces rapports alors que le véhicule n'est pas à l'arrêt, on fait "craquer la boîte", avec un impact non négligeable sur celle-ci. Ce craquement est également observable lorsque le véhicule tourne à l'arrêt pendant un court instant. En effet, les frottements entre les éléments finissent par entraîner une grande partie de la pignonnerie.
Il est facile d'éviter le craquement en engageant d'abord la 2e, sans embrayer avant d'enclencher la première (ou la 3e avant la MA). On met alors à contribution les synchroniseurs du rapport transitoire pour arrêter les éléments tournant.
L'étagement d'une boîte de vitesses est normalement établi suivant une suite géométrique, mais dans ce cas, il se rapproche plutôt d'une suite arithmétique. Ainsi, le passage 1re/2e exige d'atteindre un régime moteur élevé en première pour une bonne reprise en seconde.
Cela est lié aux choix structurels mettant en jeu un nombre différent d'engrenages pour chaque rapport : si on compte seulement un seul engrenage en 3e et 4e (plus le différentiel), il faut en considérer 3 en 1re et 2e, et 4 pour la marche arrière. Ceci explique le bruit si prononcé des rapports les plus courts.
Le différentiel logé dans le carter de la boîte est monté sans détrompeur. De ce fait, il est possible de le poser à l'envers. Dans ce cas, lorsque le véhicule est remis en service, il dispose d'une seule marche avant et de quatre marches arrière. Cet inconvénient a été mis à profit lors de la conception de la 2CV Sahara, le moteur étant retourné dos à la route, il faut inverser globalement la transmission.

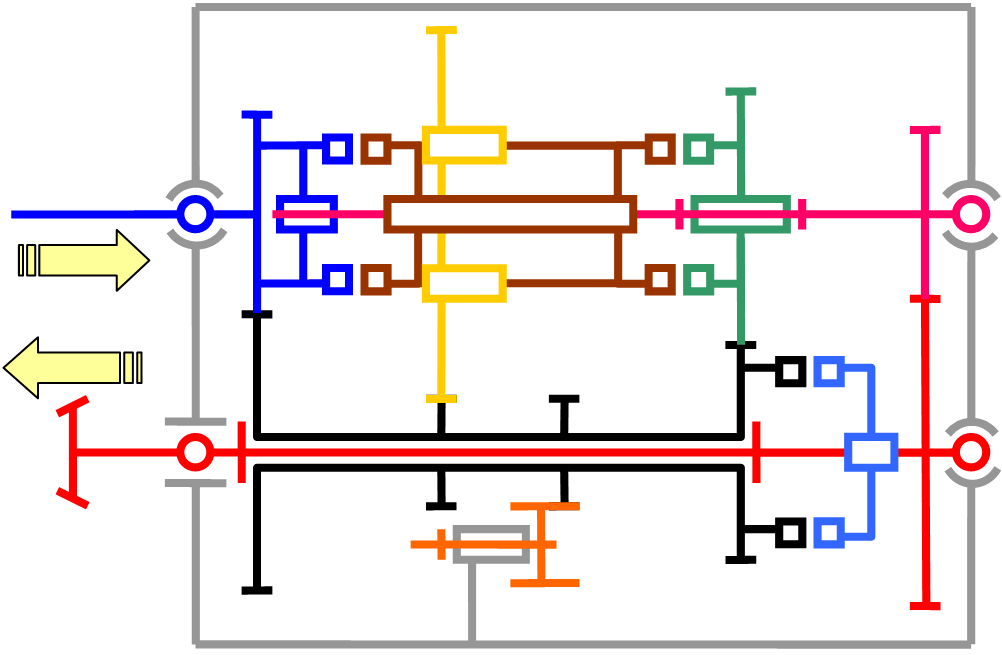
La première l'engrènement de roues initialement séparées. Ce rapport n'est donc pas synchronisé.
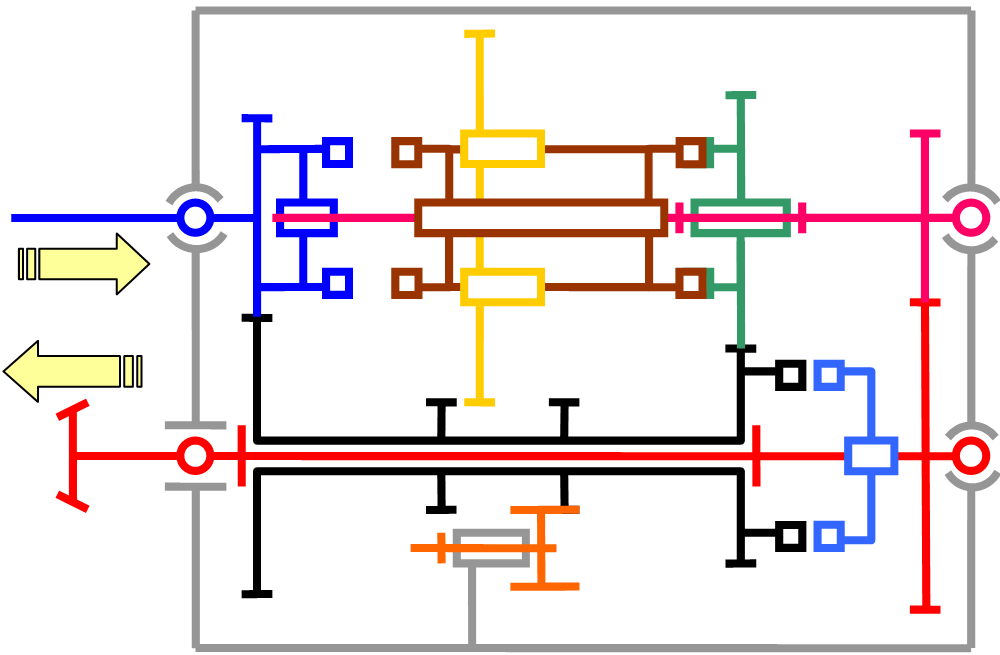
La deuxième demande un crabotage mais emploie 3 engrenages.
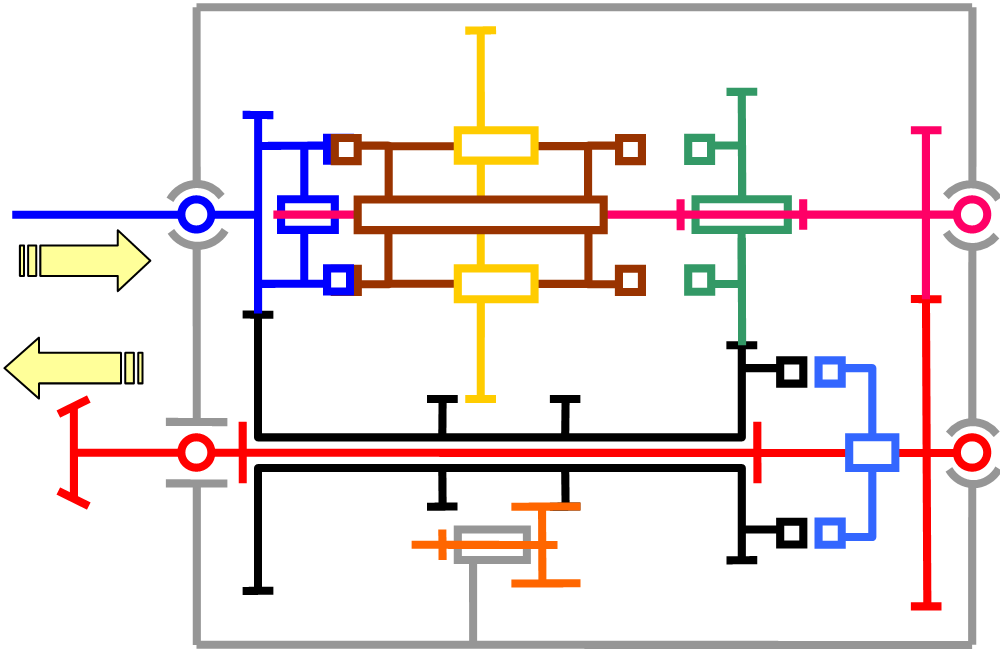
La troisième demande un crabotage, et emploie un seul engrenage.
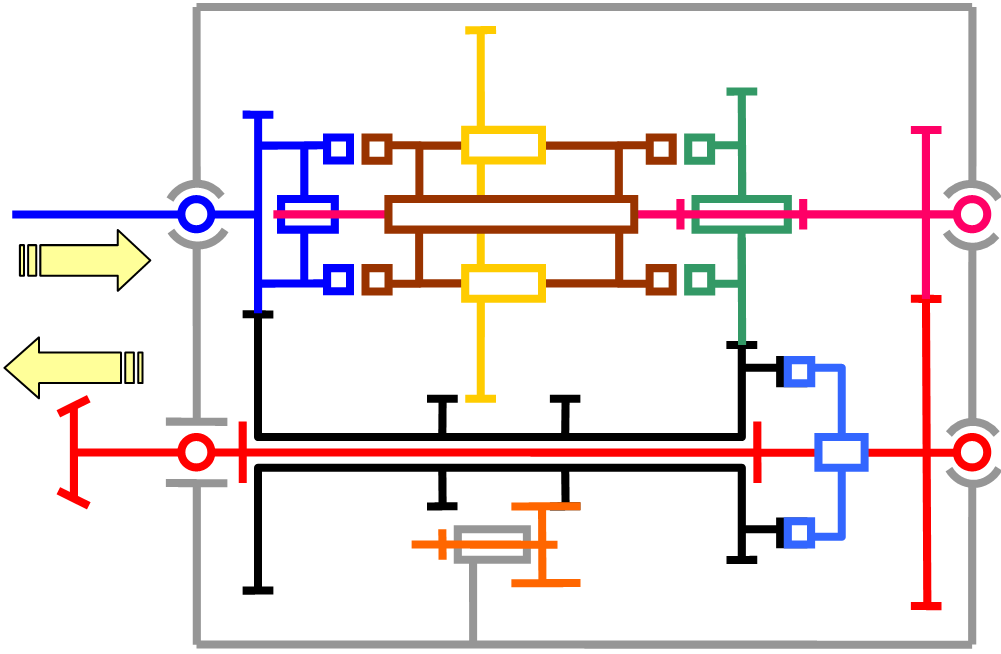
La quatrième demande un crabotage, et emploie un engrenage qui est le plus sollicité puisqu'il transmet la puissance à tous les rapports sauf la troisième.
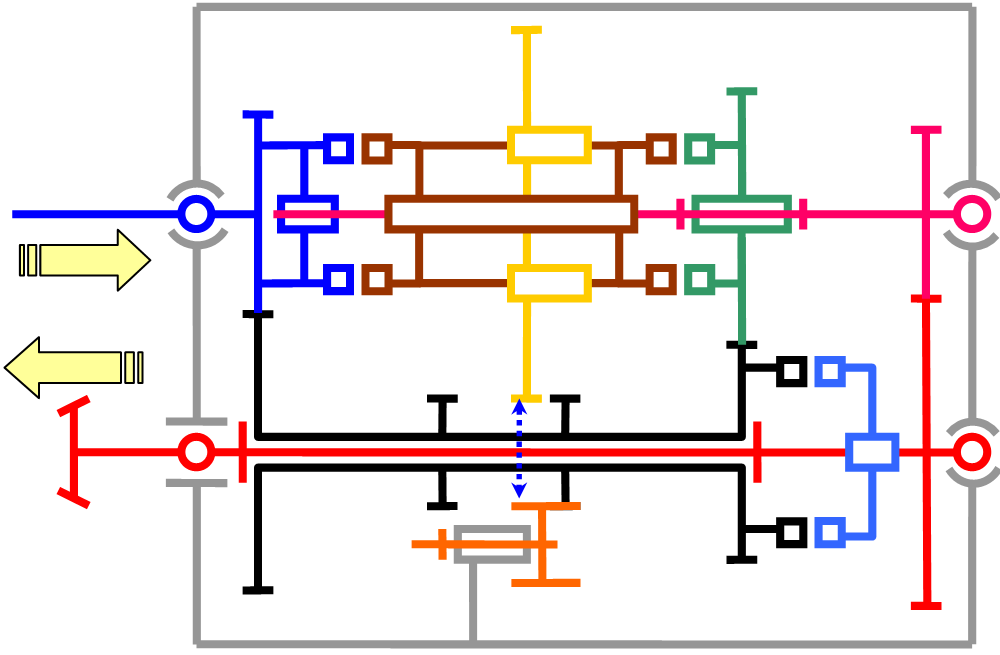
La petite double flèche indique que ces pignons sont en prise. Le pignon orange n'est pas dessiné à sa place réelle (en contact à la fois avec la roue jaune et la roue noire). Il y a 4 engrenages en jeu pour ce rapport.

## Rapports de transmission

### Stratégie d'étagement

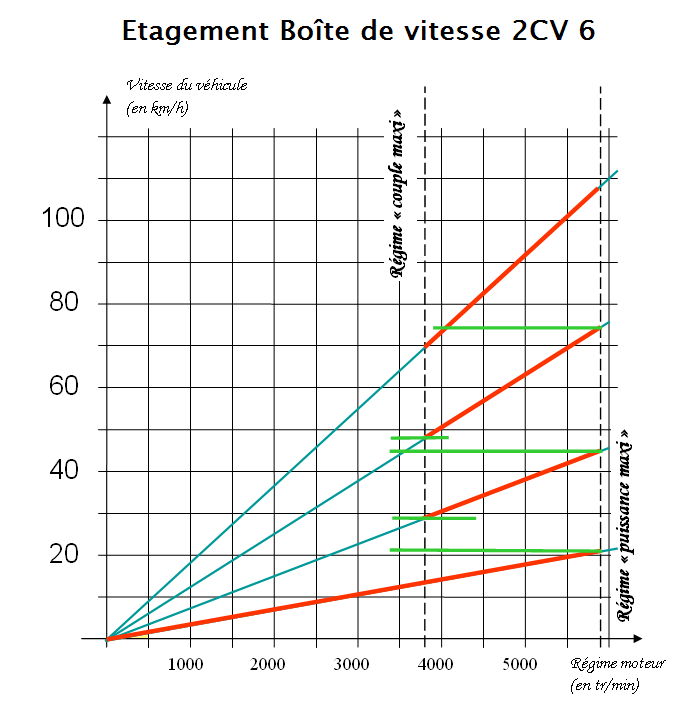
Étagement d'une boîte de 2CV. La ligne rouge décrit l'ensemble des points de fonctionnement recommandés : elle associe à chaque vitesse un rapport de boîte adapté et un régime moteur correspondant. Les lignes vertes délimitent les trous (plages de vitesse ne correspondant pas à de bonnes conditions de fonctionnement), principalement entre la 1re et la 2e, mais aussi entre la 2e et la 3e.

À partir de l'analyse de la pignonnerie, on constate que la transmission met en jeu 4 engrenages (repérés de A à D sur le schéma ci-dessus). Chaque rapport met à contribution certains de ces engrenages :
1. : A, B et D soit un rapport : AxBxD
2. : A, C et D soit un rapport : AxCxD
3. : A seul
4. : D seul

Pour chaque paire de pignons, on observe suivant les modèles de véhicules plusieurs couples de valeurs. Le tableau ci-dessous donne le jeu de pignons (entrée sur sortie) : ainsi, la valeur de la fraction correspond au rapport intermédiaire de transmission de l'engrenage considéré.
| A | B                                | C                                | D |
| --- | -------------------------------- | -------------------------------- | --- |
| {\displaystyle {\frac {15}{32}}} ; {\displaystyle {\frac {13}{25}}} ; {\displaystyle {\frac {14}{25}}} | {\displaystyle {\frac {14}{31}}} | {\displaystyle {\frac {23}{26}}} | {\displaystyle {\frac {18}{28}}} ; {\displaystyle {\frac {19}{28}}} ; {\displaystyle {\frac {19}{29}}} ; {\displaystyle {\frac {20}{27}}} ; {\displaystyle {\frac {19}{25}}} |

Les engrenages B et C sont communs à tous les modèles. Donc l'étagement ne dépend que de A et D. En jouant sur D on peut réduire les rapports les plus courts mais en creusant le trou "3 vers 4". En jouant sur A on privilégie la longueur du dernier rapport mais aussi des deux petits.
De fait, on obtient théoriquement 15 combinaisons donnant autant de références de boîte (sans tenir compte du couple conique). En réalité, 6 seulement sont exploitées, et plusieurs modèles de 2cv et dérivés emploient la même solution. Par ailleurs, le différentiel affecte dans le même sens tous les rapports de transmission. Il n'a pas d'effet sur l'étagement.

Dans le cas des engrenages A et B, deux pignons d'un même nombre de dents ne sont pas interchangeables. En effet, si l'entraxe réel est le même pour tous les engrenages, l'entraxe de fonctionnement (virtuel) est lui bien différent : ainsi le 19 dents appairé avec un 25 dents ne peut en aucun cas s'associer avec un 27 dents d'une autre boîte, les modules de dentures n'étant alors pas les mêmes.
La marche arrière ajoute un engrenage E en intercalant un pignon dans la chaîne cinématique de la 1re. Ceci impose un rapport identique à celui de première avec une inversion supplémentaire.

### Valeurs théoriques
Le tableau ci-dessous donne pour chaque modèle les performances de la boîte.
- Les modèles apparaissent dans l'ordre globalement chronologique.
- Les colonnes A et D indiquent les jeux de pignons distinctifs.
- Les colonnes 1re à 4e donnent le rapport de transmission de la boîte sans tenir compte du couple conique. on constate ainsi que les mêmes configuration sont souvent adoptées. La distinction générale relevant du couple conique plus important sur les véhicules aux moteurs plus puissants.
- Les colonnes d3 et d4 donnent les démultiplications totales pour les rapports correspondants. Ces valeurs sont à considérer lors de l'identification sans démontage d'une boîte de vitesses.
- Les colonnes V1 à V4 correspondent en Kilomètre par heure à la vitesse d'avance du véhicule pour un régime moteur de 1000 tr/min.
- Une même couleur fait référence à une même combinaison des engrenages A-D. La nuance est liée à la longueur du rapport du couple conique (plus foncé = plus long).

| Modèle          | type            | D     | A     | 1ère  | 2ème  | 3ème  | 4ème  | M.A   | couple conique | d3   | d4    | V1   | V2    | V3    | V4    |
| --------------- | --------------- | ----- | ----- | ----- | ----- | ----- | ----- | ----- | -------------- | ---- | ----- | ---- | ----- | ----- | ----- |
| 2CV             | A               | 19/28 | 13/25 | 0,148 | 0,308 | 0,52  | 0,678 | 0,148 | 8/31           | 7,45 | 5,71  | 4,23 | 8,78  | 14,8  | 19,4  |
| 2CV             | AU              | 19/28 | 13/25 | 0,148 | 0,308 | 0,52  | 0,678 | 0,148 | 7/31           | 8,52 | 6,53  | 3,78 | 7,85  | 13,1  | 17,3  |
| 2CV             | AZ              | 19/28 | 13/25 | 0,148 | 0,308 | 0,52  | 0,678 | 0,148 | 8/29           | 6,97 | 5,34  | 4,52 | 9,38  | 15,80 | 20,74 |
| 2CV             | AZA             | 19/28 | 15/32 | 0,134 | 0,281 | 0,467 | 0,678 | 0,134 | 8/29           | 7,73 | 5,64  | 4,11 | 8,53  | 14,3  | 20,7  |
| 2CV             | AZU             | 19/28 | 15/32 | 0,134 | 0,281 | 0,467 | 0,678 | 0,134 | 8/31           | 8,27 | 6,03  | 3,84 | 7,98  | 13,36 | 19,35 |
| 2CV             | AK350           | 19/25 | 13/25 | 0,178 | 0,349 | 0,52  | 0,76  | 0,178 | 8/31           | 7,45 | 5,10  | 5,09 | 9,97  | 14,83 | 21,68 |
| Ami 6           | AM              | 19/25 | 13/25 | 0,178 | 0,349 | 0,52  | 0,76  | 0,178 | 8/29           | 6,97 | 4,77  | 5,44 | 10,7  | 15,8  | 23,2  |
| 2CV 4           | AZKB            | 19/28 | 15/32 | 0,134 | 0,281 | 0,467 | 0,678 | 0,144 | 8/33           | 8,80 | 6,08  | 3,85 | 7,54  | 12,50 | 18,18 |
| Dyane           | AYA             |       |       | 0,127 | 0,278 | 0,468 | 0,642 | 0,118 | 8/29           |      |       | 3,89 | 8,48  | 14,29 | 19,60 |
| Dyane 4         | AYA2            | 19/28 | 15/32 | 0,134 | 0,281 | 0,467 | 0,678 | 0,144 | 8/33           | 8,80 | 6,08  | 3,85 | 7,54  | 12,50 | 18,18 |
| 2CV 6           | AZKA            | 19/25 | 14/25 | 0,192 | 0,376 | 0,56  | 0,76  | 0,192 | 8/33           | 7,37 | 5,43  | 5,15 | 10,08 | 14,99 | 20,35 |
| Dyane 6 (→2/70) | AYB             | 19/25 | 14/25 | 0,192 | 0,376 | 0,56  | 0,76  | 0,192 | 8/33           | 7,37 | 5,43  | 5,15 | 10,08 | 14,99 | 20,35 |
| Dyane 6 (2/70→) | AYCB            | 20/27 | 13/25 | 0,174 | 0,341 | 0,52  | 0,741 | 0,174 | 8/31           | 7,45 | 5,23  | 4,96 | 9,72  | 14,83 | 21,13 |
| 2CV Fourgon 400 | AKB             | 19/27 | 13/25 | 0,163 | 0,324 | 0,52  | 0,704 | 0,163 | 8/31           | 7,45 | 5,51  | 4,65 | 9,23  | 14,83 | 20,07 |
| Méhari          | AYCA, AYSIECA   | 19/27 | 13/25 | 0,163 | 0,324 | 0,52  | 0,704 | 0,163 | 8/31           | 7,45 | 5,51  | 4,65 | 9,23  | 14,83 | 20,07 |
| 2CV Fourgon 400 | AK AK           | 19/27 | 13/25 | 0,163 | 0,324 | 0,52  | 0,704 | 0,163 | 8/31           | 7,45 | 5,51  | 4,65 | 9,23  | 14,83 | 20,07 |
| AMI 8           | AM3             | 20/27 | 13/25 | 0,174 | 0,341 | 0,52  | 0,741 | 0,174 | 8/31           | 7,45 | 5,23  | 4,96 | 9,72  | 14,83 | 21,13 |
| Acadiane        | AYCD            | 20/27 | 13/25 | 0,174 | 0,341 | 0,52  | 0,741 | 0,174 | 8/31           | 7,45 | 5,23  | 4,96 | 9,72  | 14,83 | 21,13 |
| Méhari 4x4      | rapports courts | 19/27 | 13/25 | 0,067 | 0,122 | 0,197 | -x-x- | 0,067 | 8/31           | 19,7 | -x-x- | 1,78 | 3,489 | 5,604 | -x-x- |

### Mesure du rapport de transmission
Si on possède un véhicule dont on doute de l'origine de la boîte de vitesses, il est possible d'opérer une mesure de certains rapports, en particulier ceux de 3e ou de 4e qui distinguent nettement les références existant.

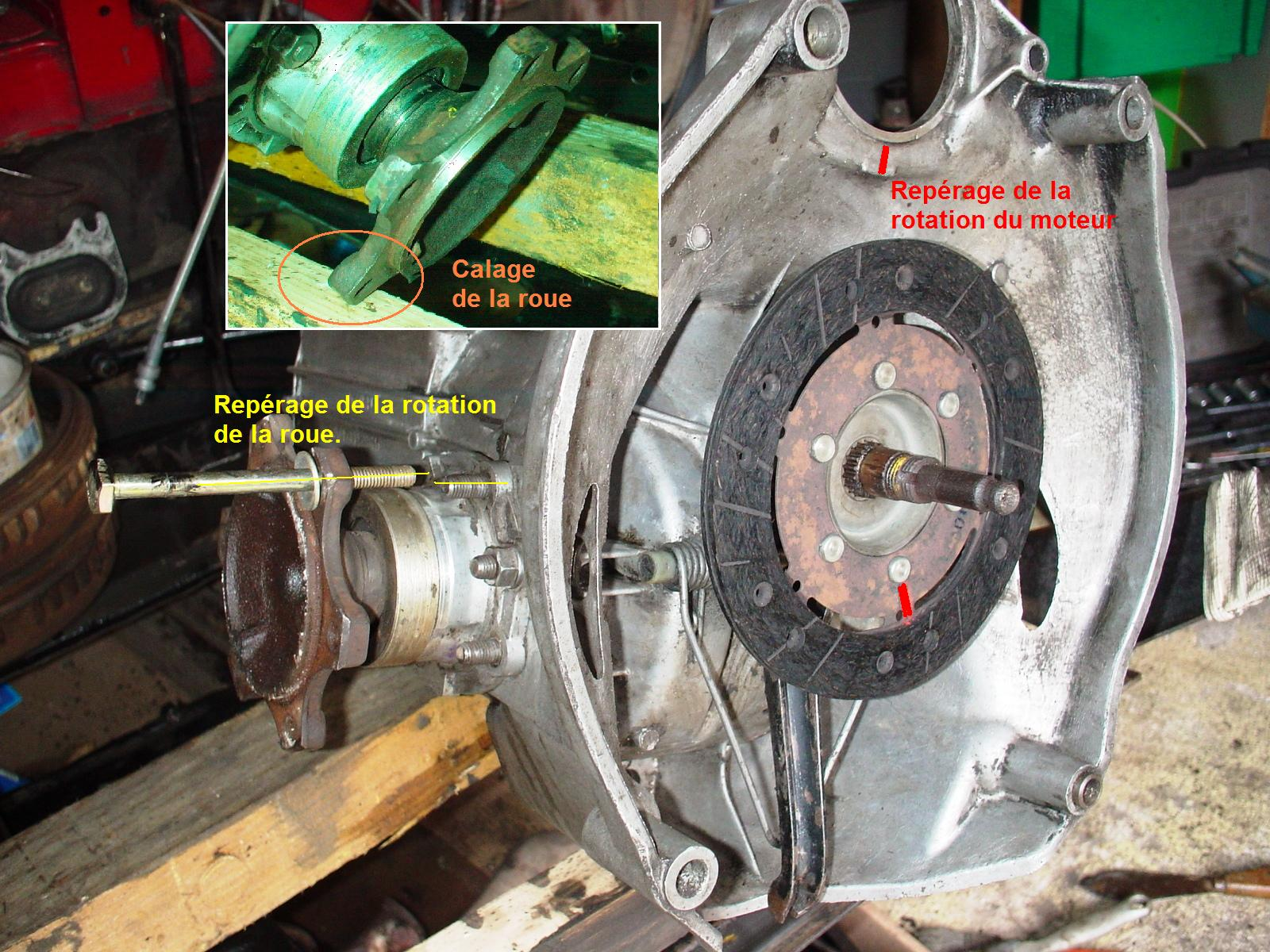
Principe de mesure sur une boite déposée

La démarche consiste à mesurer simultanément la rotation de l'axe moteur et des roues :
- Lever l'avant du véhicule pour décoller les roues du sol. Retirer les bougies. Engager le rapport souhaité.
- Engager la manivelle dans le ventilateur. Amener la manivelle dans une position particulière (tout en haut).
- Repérer la position de la roue (trait de craie, ou valve).
- Tourner la manivelle jusqu'à ce que la roue fasse exactement un tour. Le nombre de tours de manivelle correspond numériquement à l'inverse du rapport engagé. Cette valeur appelée démultiplication, est rappelée dans les colonnes d3 et d4 du tableau pour les deux rapports supérieurs.

Il est possible de faire la même opération en ne levant qu'une seule roue. Dans ce cas le différentiel fait tourner la roue 2 fois plus : il faut alors diviser le nombre de tours de manivelle par 2, ou opérer la mesure pour atteindre 2 tours de roue.

## Cas particuliers
La Méhari 4x4 dispose d'une boîte spécifique incluant un réducteur supplémentaire, et un dispositif de blocage de différentiel.
Cette boîte n'a pas la même architecture. Il s'agit de l'association de 2 boîtes mises en cascade, qui autorise 7 rapports (4 longs et 3 courts) en marche avant, et 2 en marche arrière. Le passage en rapport court nécessite l'arrêt complet de la voiture. On y retrouve une première boîte (relativement semblable à celle des autres types A, la sortie étant reliée au bloc réducteur présentant deux rapports. Elle met à contribution jusqu'à 7 engrenages pour les marches avant courtes, 5 pour les rapports longs (1re et 2e) certains au rapport inverses se neutralisant, les rapports les plus longs (3e et 4e) n'en sollicitant respectivement que 3 ou 1 seul.
La 2CV Sahara, est animée par deux moteurs, liés chacun à une boîte. Une tringlerie traversant la voiture, assure la commande simultanée des deux chaînes de puissance. Elle ne dispose ni de réducteur supplémentaire, ni de blocage de différentiel.
Les autres cas ne sont pas proposés par le constructeur mais pas des accessoiristes. La société Voisin, par exemple proposait un kit pour obtenir une transmission intégrale à partir de la boîte d'origine.